# Ivan Michajlovič Evreinov
Ivan Michajlovič Evreinov, in russo Иван Михайлович Евреинов? (1694 – 3 febbraio 1724), è stato un geodeta ed esploratore russo di origine polacca. Esplorò la Kamčatka e le isole Curili.

## Biografia
Nato in Polonia, ha frequentato prima la Scuola di scienze matematiche e di navigazione di Mosca e poi il corso di geodetica all'Accademia Navale di San Pietroburgo (fino al 1718). Nel 1719 è stato inviato, insieme a Fëdor Fëdorovič Lužin, alla Kamčatka e alle isole Curili per ordine di Pietro il Grande per eseguire una missione cartografica segreta al fine di scoprire se l'America e l'Asia erano unite. La spedizione non è stata in grado di rispondere alla questione sull'esistenza dello stretto. Tuttavia definì più precisamente i contorni della costa della Kamčatka e la mappatura di 14 delle isole Curili. Nella primavera del 1723 lavorò come cartografo presso Chlynov (l'odierno Kirov) sulla Vjatka, dove presumibilmente morì.

## Luoghi a lui dedicati
- Il capo Evreinov (Мыс Евреинова) e il monte Evreinov sulla costa settentrionale del mare di Ochotsk.
- Lo stretto di Evreinov (Пролив Евреинова) che separa l'isola di Onekotan da Makanruši (Isole Curili).